# Stigmella vimineticola
Stigmella vimineticola là một loài bướm đêm thuộc họ Nepticulidae. Nó được tìm thấy ở Na Uy to Tây Ban Nha và Ý, và from Pháp to Slovakia.
Ấu trùng ăn Salix eleagnos và Salix incana. Chúng ăn lá nơi chúng làm tổ. Kén của nó rất giống kén của Stigmella obliquella.